# Ecgfrith (Northumbria)

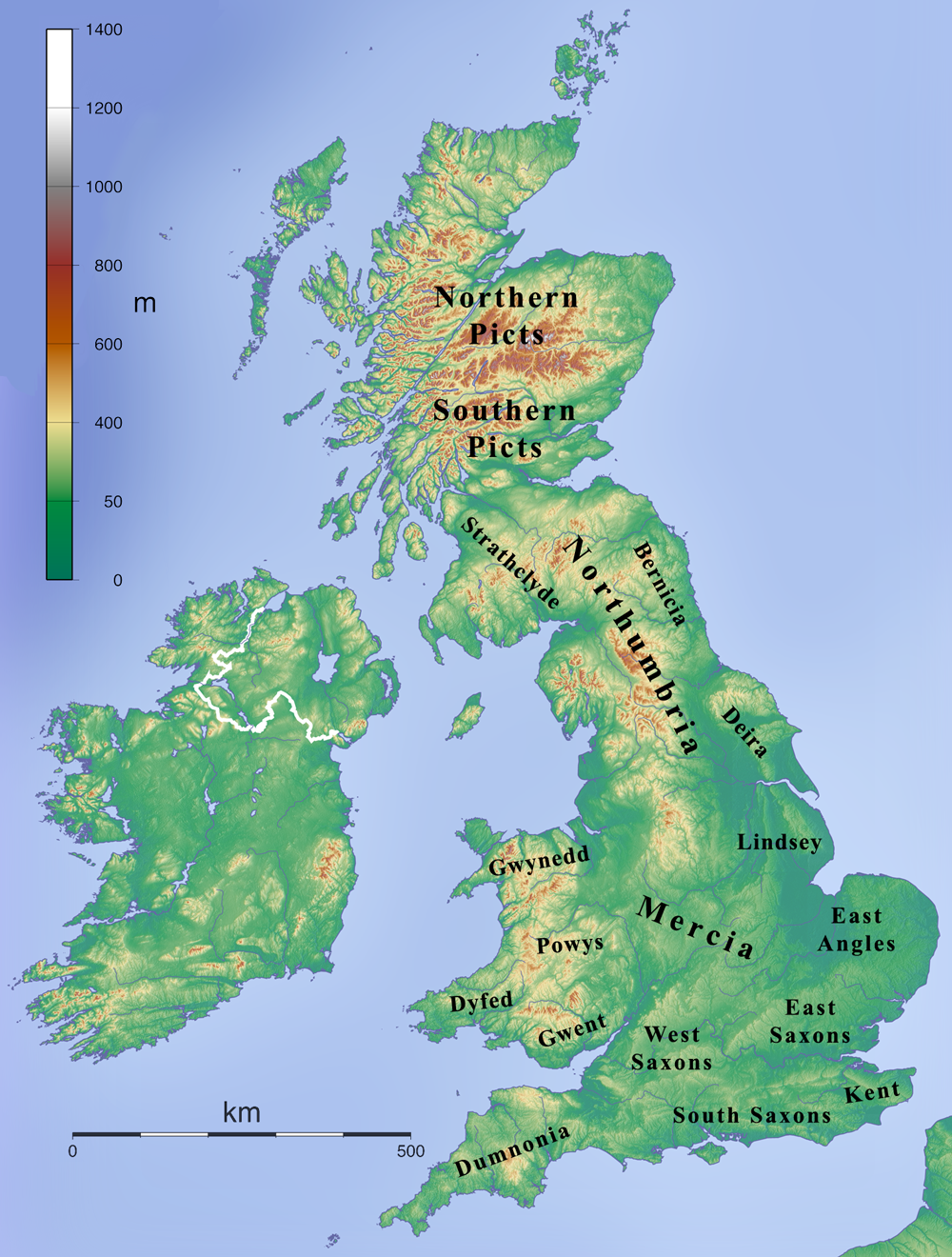
England zur Zeit Ecgfriths

Ecgfrith (auch Ecgfrithus, Ecgfrid, Ecgfridus, Egfridus, Ecgferð, Ecgferþ, Æcgfrid etc.; * 645/646; † 20. Mai 685) war von 664 bis 670 Unterkönig des angelsächsischen Königreiches Deira und von 670 bis 685 König von Northumbria.

## Leben

### Familie und Jugend
Ecgfriths Vater Oswiu war der Sohn von König Æthelfrith aus der Königsdynastie von Bernicia. Seine Großmutter Acha stammte aus dem deirischen Königshaus.
Oswiu war dreimal verheiratet. Seine erste Frau oder Konkubine während seines Exils (616–634) war Fina, die Tochter des Iren Colman Rimid. Aus dieser nach Beda illegitimen Beziehung ging der Sohn Aldfrith (auch Fland Fina oder Flann Fina mac Ossu) hervor. Eine zweite Ehe ging er wohl zwischen 634 und 643 mit Rhianmellt aus Rheged, einer Tochter des Royth, ein. Seine Kinder Ealhfrith und Ealhflæd scheinen aus einer der beiden ersten Ehen zu entstammen, da Ealhflæd bereits um das Jahr 653 mit Peada, dem König der Mittelangeln, verheiratet wurde, und Ealhfrith sicherlich erwachsen war, als er 655 Unterkönig in Deira wurde. Da sie, im Gegensatz zu Aldfrith, nicht als illegitim bezeichnet wurden, werden sie oftmals als Kinder Oswius mit Rhianmellt angesehen. Schließlich heiratete er um 643 seine Cousine Eanflæd mit der er mehrere Kinder hatte: Den Sohn Ecgfrith (* 645/646), die Töchter Ælfflæd (* um 654, Äbtissin von Whitby) und Osthryth und vermutlich auch sein Sohn Ælfwine (* um 661).
Ecgfrith wird erstmals im Jahr 655 als Geisel am Hof der mercischen Königin Cynewise erwähnt. Er kam aus der Geiselhaft frei, nachdem König Penda (626–655) von Mercia am 15. November 655 in der Schlacht von Winwaed von Oswiu vernichtend geschlagen wurde. Als 15-Jähriger wurde er 660 mit der etwa 10 Jahre älteren verwitweten Æthelthryth, der Tochter des Königs Anna von East Anglia, verheiratet, womit Oswiu auch seinen Einfluss im Südosten der Insel ausbaute. Nach der Trennung von Æthelthryth heiratete er um 675 Eormenburg. Centwine, der König der Gewissæ, war mit einer namentlich nicht bekannten Schwägerin von Ecgfrith verheiratet. Zu einem unbekannten Zeitpunkt heiratete seine Schwester Osthryth den König Æthelred von Mercia. Die Schwester Ealhflæd war um das Jahr 653 mit Peada, dem König der Mittelangeln und Bruder Æthelreds, verheiratet worden.

### Herrschaft

#### Thronfolge
Ealhfrith (655–664), Oswius Sohn aus einer früheren Ehe, scheint versucht zu haben Deira von der Vorherrschaft Oswius zu lösen. Um 664 verschwand er aus den Quellen und Ecgfrith trat an dessen Stelle als Unterkönig in Deira. Oswiu starb am 15. Februar 670 an einer Krankheit und wurde in der St. Peter’s Church des Klosters Whitby Abbey bestattet, in das seine Witwe Eanflæd als Nonne eintrat. Ecgfrith wurde Nachfolger als Oberkönig Northumbrias, während sein Bruder Ælfwine als subregulus in Deira herrschte.

#### Frühe Erfolge
Nach Oswius Tod rebellierten die Pikten. Im Jahr 672 siegten Ecgfrith und sein subregulus (Unterkönig) Beornhæth über sie und vertrieben deren König Drest. In der Folge enteignete er iro-schottischen Kirchenbesitz in Elmet und Rheged, den er an Bischof Wilfrith von York und den Prior Cuthbert von Lindisfarne übertrug. Die eroberten Gebiete verschmolz er mit Northumbria. Seine Teilnahme an der von Erzbischof Theodor geleiteten Synode von Hertford im Jahr 672 wird als Ausdruck seiner Oberherrschaft gewertet.
Ecgfrith drängte Æthelthryth, die ein Keuschheitsgelübde abgelegt hatte, immer stärker auf den Vollzug der Ehe. Sie wandte sich an Bischof Wilfrith von York, der es ihr ermöglichte um 672 als Nonne in Coludi (heute Coldingham, Schottland), der Priorei von Ecgfriths Tante Æbbe, aufgenommen zu werden. Möglicherweise war dies der Anlass, aus dem sich Ecgfrith und Bischof Wilfrith entzweiten. 673 gründete Æthelthryth in Ely mit Unterstützung ihres Vetters, des ostanglischen Königs Ealdwulf das Doppelkloster Ely Abbey, dem sie selbst als Äbtissin vorstand. Dort blieb sie bis zu ihrem Tod und führte ein asketisches Leben.
674 besiegte Ecgfrith König Wulfhere (658–675) von Mercia, der in Northumbria eingefallen war, und brachte das Königreich Lindsey und vermutlich einen großen Teil Mercias unter seine direkte Kontrolle. Um 675 heiratete er Eormenburg. Im Jahr 678 kam es auf Betreiben von Königin Eormenburg zum Bruch zwischen Ecgfrith und Bischof Wilfrith von York. Wilfrith wurde abgesetzt und seine Diözese von Ecgfrith im Einvernehmen mit Erzbischof Theodor von Canterbury geteilt: Bosa wurde 678 in York von Theodor zum Bischof von Deira mit Sitz in York, Eata zum Bischof von Bernicia mit Sitzen in Hagustald (Hexham) und Lindisfarne (Kloster) und Eadhæd zum ersten Bischof von Lindsey ordiniert. Der Angelsachse Trumwine wurde Bischof von Abercorn im piktischen West Lothian.

#### Rückschläge

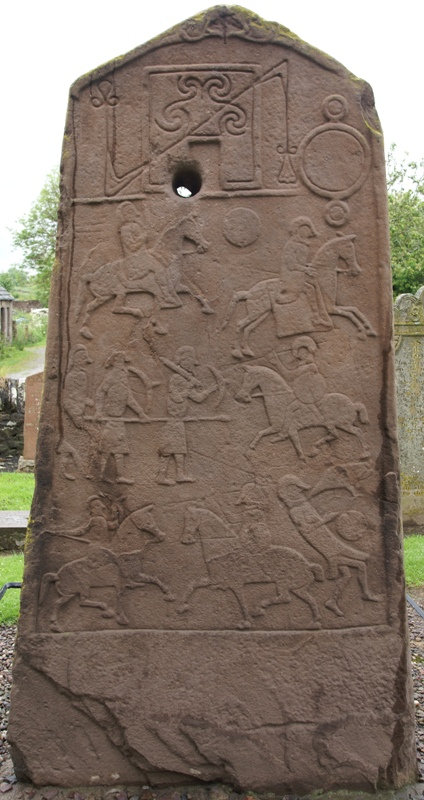
Auf dem Friedhof von Aberlemno (bei Dunnichen) steht dieser Skulpturenstein, der vermutlich die Schlacht bei Dunnichen Mere darstellt.

Zu Beginn seiner Herrschaft näherte sich Wulfheres Nachfolger Æthelred (674/675–704) Northumbria an. Er heiratete Osthryth, die Schwester Ecgfriths – doch kam es bald darauf wieder zu Unstimmigkeiten zwischen beiden Reichen, vermutlich über den Besitz des Königreichs Lindsey, die erneut zum Krieg führten. Im Jahr 679 kam es am Fluss Trent zur Schlacht, die Æthelred siegreich für sich entscheiden konnte. Ecgfrith musste Lindsey an Mercia abtreten, erhielt jedoch auf Intervention des Erzbischofs Theodor von Canterbury Wergeld für den Tod seines Bruders Ælfwine, der in der Schlacht gefallen war. In der Folge baute Æthelred seine Dominanz über den Süden Englands aus. Eadhæd musste Lindsey verlassen und wurde 680 einziger Bischof von Ripon. Vermutlich wurde das Bistum Ripon extra für Eadhæd geschaffen. Nach dem Tod seines Bruders Ælfwine (670?–679) setzte Ecgfrith keinen neuen Unterkönig in Deira ein, sondern stellte die endgültige Einheit Northumbrias, dessen Südgrenze wieder der Humber bildete, her.
Dank der Landschenkung von König Ecgfrith konnte Benedict Biscop die Benediktinerabtei Monkwearmouth (674) und das zugehörige Priorat Jarrow (681) mit Ceolfrid als Prior gründen. Im Jahr 680 berief Erzbischof Theodor die Synode von Hatfield ein an der neben Bischöfen und Priestern per universam Britanniam („aus ganz Britannien“) die Könige Hlothhere (Kent), Æthelred (Mercia), Ealdwulf (East Anglia) und Ecgfrith (Northumbria) teilnahmen. Die dort mit den Unterschriften der Könige ausgestellte Urkunde ist jedoch eine Fälschung. Wilfrith hatte seinen „Fall“ Papst Agatho vorgetragen und kehrte im Jahr 680 nach Northumbria zurück. Doch weder Erzbischof Theodor noch König Ecgfrith erkannten das päpstliche Schreiben an. Königin Eormenburg beraubte ihn der mitgebrachten Reliquien und Wilfrith wurde neun Monate gefangen gesetzt. Um 681 ging er in die Verbannung nach Sussex und missionierte die dortigen Heiden mit großem Erfolg.
Northumbria wurde im Norden und Westen von den Iren und Pikten bedroht, die möglicherweise mit Ecgfriths Halbbruder Aldfrith verbündet waren. 684 sandte er den Ealdorman Beorht zu einer erfolgreichen Plünderungsexpedition nach Irland, die zwar ohne nachhaltige Folgen blieb, aber immerhin die Reichweite von Ecgfriths Macht demonstriert.
Das Konzil von Twyford wählte unter dem Vorsitz von König Ecgfrith und Erzbischof Theodor im Jahr 684 Cuthbert als Nachfolger des abgesetzten Trumberht zum Bischof von Hexham. Cuthbert bevorzugte jedoch Lindisfarne. So tauschten Cuthbert und Eata 685 die Diözesen und Eata wurde zum zweiten Mal Bischof von Hexham, während Cuthbert in York am 26. März 685 in Anwesenheit Ecgfriths zum Bischof von Lindisfarne geweiht wurde.

#### Tod und Nachfolge
685 kam es zum Krieg mit den Pikten, die von Brude mac Bili geführt wurden. Bei Nechtansmere, dem heutigen Dunnichen, kam es am 20. Mai 685 zur Schlacht bei Dunnichen Mere. Ecgfriths Truppen gerieten in einen Hinterhalt und wurden aufgerieben; er selbst fiel im Kampf. Damit endete die northumbrische Hegemonie auch im Norden. Das von Ecgfrith gegründete piktische Bistum Abercorn wurde aufgegeben und der Fluss Forth bildete die northumbrische Nordgrenze. Ecgfriths Leichnam wurde im Kloster Iona beigesetzt und sein Halbbruder Aldfrith, nicht zuletzt durch die Einflussnahme seiner Schwester Ælfflæd, als Nachfolger des kinderlos verstorbenen Ecgfrith zum König ausgerufen.